# Диявольська гра
«Диявольська гра» (англ. All Fun and Games) — американський фільм жахів 2023 року, за сценарієм Арі Коста, Ерена Селебоглу та Джей Джейя Брейдера, режисерів Коста та Селебоглу. Головні ролі зіграли Ейса Баттерфілд та Наталія Дайер. Це повнометражний режисерський дебют Кости та Челебоглу.

## Сюжет
Група салемських підлітків виявляє проклятий ніж, що вивільняє демона, який змушує їх грати в жахливі, смертоносні версії дитячих ігор, де не може бути переможців, а лише ті, хто вижив.

## Акторський склад
- Ейса Баттерфілд у ролі Маркуса Флетчера
- Наталія Дайер — Біллі Флетчер
- Аннабет Гіш у ролі Кеті Флетчер
- Бенджамін Еван Ейнсворт — Джона «Джо» Флетчер
- Лорел Марсден у ролі Софі Флетчер
- Кіт Девід
- Колтон Стюарт в ролі Піта
- Метью Лупу
- Сідней Сабістон
- Кейшон Джозеф

## Виробництво
У січні 2022 року було оголошено, що Баттерфілд та Дайер зіграють у фільмі.
У квітні 2022 року було оголошено, що основні зйомки почалися в Канаді, та що Девід, Гіш і Ейнсворт зіграють у фільмі. Пізніше того ж місяця Марсден і Стюарт також долучилися до акторського складу.
У липні 2022 року було оголошено, що Cutting Edge Media Music придбала права на оригінальну музику до фільму.
Станом на листопад 2022 року фільм знаходиться на стадії пост-продакшну.

## Реліз
У липні 2023 року було оголошено, що компанія Vertical Entertainment придбала права на розповсюдження фільму в Північній Америці.
Фільм вийшов 1 вересня 2023 року. Прем'єра в Україні 14 вересня.

## Відгуки
Чейз Хатчінсон з Collider дав фільму півтори зірки з п'яти.
Пол Ле з Bloody Disgusting нагородив фільм трьома «черепами» з п'яти.
Метт Донато з IGN дав негативний відгук на фільм, назвавши його «закускою до фільму, що подається як основна страва».